# Olof Westerdahl
Olof Larsson Westerdahl, född 15 februari 1807 i Nykils socken, död 8 december 1891, var en svensk flöjtist, oboist och svärdsman.

## Biografi
Olof Westerdahl föddes 15 februari 1807 i Nykils socken som son till Lars Westerdahl och Stina Svensdotter. Han antogs 1819 av Bernhard Crusell till elev i flöjt vid Andra livgrenadjärregementet. Westerdahl skickade 1826 till Stockholm där han studerade för Johan Daniel Dille och befordrades 1827 till oboist. Han lämnade tjänsten 1874 och avled 8 december 1891. Westerdahl var bror till flöjtisten Lars Petter Westerdahl.
Westerdahl gjorde konserter i Stockholm och Köpenhamn och ryktades vara en av Sveriges skickligaste flöjtister. Särskilt var han färdighet i den så kallade dubbeltungan utomordentlig och så mycket märkvärdigare, som han lärde sig denna helt och hållet på egen hand, varvid hans kunskap i trumpetblåsning hjälpte under. Han var även svärdsman.